# 御所五郎丸
御所 五郎丸（ごしょ の ごろうまる）は、平安時代末期から鎌倉時代初期にかけての武将。曾我兄弟の仇討ち事件で、源頼朝の危機を救ったとして知られる。武蔵国戸部の領主であったと伝える。歌舞伎では御所五郎蔵の名で知られる。諱は重宗であり、五郎丸は通称である。五所五郎丸とも表記する。

## 生涯
『曾我物語』によれば、五郎丸は平安京で生まれた。比叡山延暦寺に仕えていたが、16歳の時に師匠の仇を討って京都を離れた。その後、一条忠頼の家臣になり甲斐国甘利庄（現韮崎市）に住んでいた。五郎丸は怪力と優れた馬乗りで有名であった。
元暦元年（1184年）に忠頼が討たれた後、五郎丸は源頼朝に「優れたやつだ」と評価され、頼朝の家臣となった。五郎丸は頼朝に近習し、随分なお気に入りであったという。
建久4年（1193年）5月、五郎丸は頼朝主催の富士の巻狩りに参加する。同年5月28日、富士の巻狩り最後の夜に曾我兄弟は工藤祐経を殺害する。その後、兄弟は多くの武士を斬り倒すが、兄の曾我祐成は仁田忠常に討たれた。弟の曾我時致は頼朝の館に侵入したが、中で様子を伺っていた五郎丸は、時致を館の入口で捕らえて頼朝の危機を救った。『曾我物語』によれば、五郎丸は時致に抱きついて肘を取り自分の体で倒そうとして、「敵をば、かくこそ抱け、えいや、えいや」と叫んだ。時致は腰の刀を取ろうとしたが腰になかったため諦めたという。翌日、時致は尋問を受け梟首された。
五郎丸は鎌倉時代に武蔵国戸部（現横浜市）の領主として、武藤氏の旧領を継いだと伝えられている。旧戸部にある横浜市御所山町には御所五郎丸の墓と石碑があるが、現地での活動についてはこれ以上の情報はない。戸部は武藤資頼が九州に下って少弐氏を始めるまでは武藤氏の領地であったが、武蔵国の領地を誰が継承したかは、伝説を除けば未詳である。

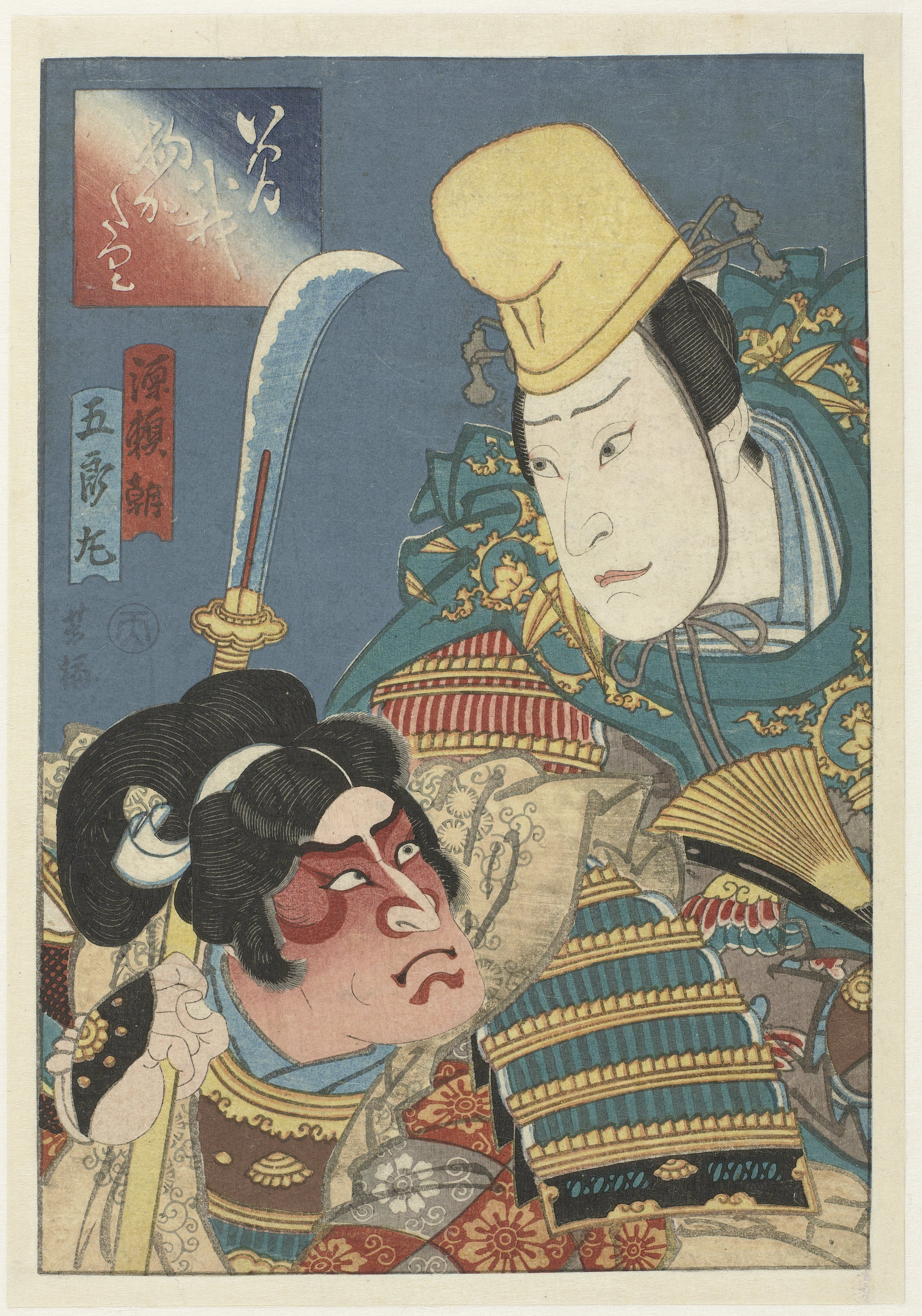
御所五郎丸と源頼朝（歌川芳梅画）

五郎丸は、すぐれた荒馬乗りをこなす荒武者で、75人力の猛者であったという。仮名本（太山寺本）は、「その中で、すぐれて見えるのは、五郎丸である。萌黄威の胴丸に、一尺八寸（54.5cm）の太刀をさして、隅々にいぼがある七尺（2.1m）あまりの鉄の棒を軽く突いて、御馬の承鞚に立っていた」と五郎丸を形容する。『十番切』の詞書は「十八歳になりけるが、八十五人が力なり」と五郎丸のことを述べている。時致は尋問中に、五郎丸を当番の者か履物を扱う下部と勘違いし、五郎丸であることを分かっていればすぐに太刀で攻撃していたと話している。

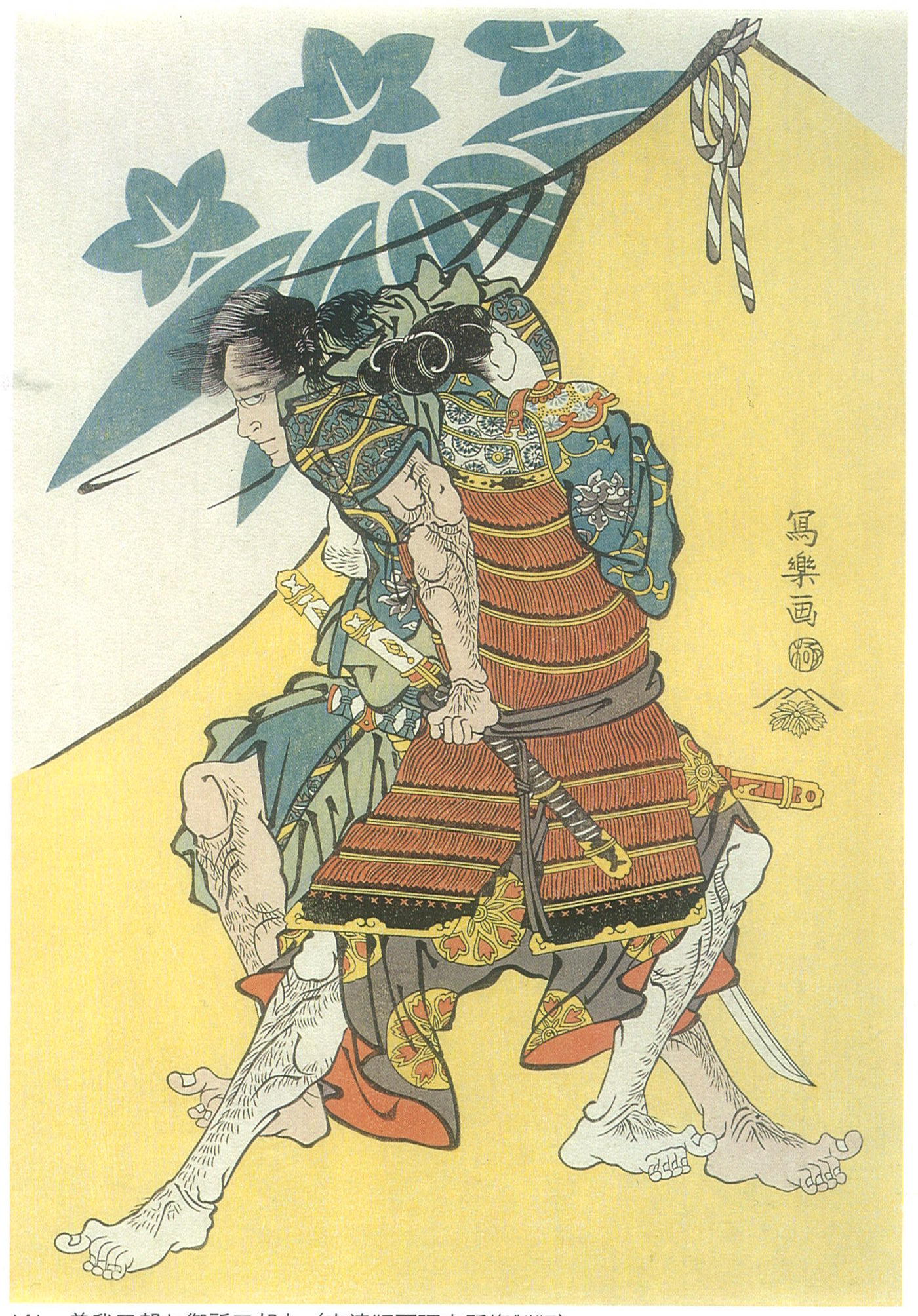
曾我五郎を捕らえる御所五郎丸（東洲斎写楽画）

『曾我物語』には、五郎丸が腹巻の上に女物の薄衣を被って女装して時致を油断させたと書かれている。これは武士道に反したとされ、五郎丸は鎌倉を追放され甲斐国野牛島に流されたと伝えられている。しかし、鎌倉時代の『吾妻鏡』や初期の『曾我物語』には女装のことは書かれていないため、後世の脚色である可能性が高い。

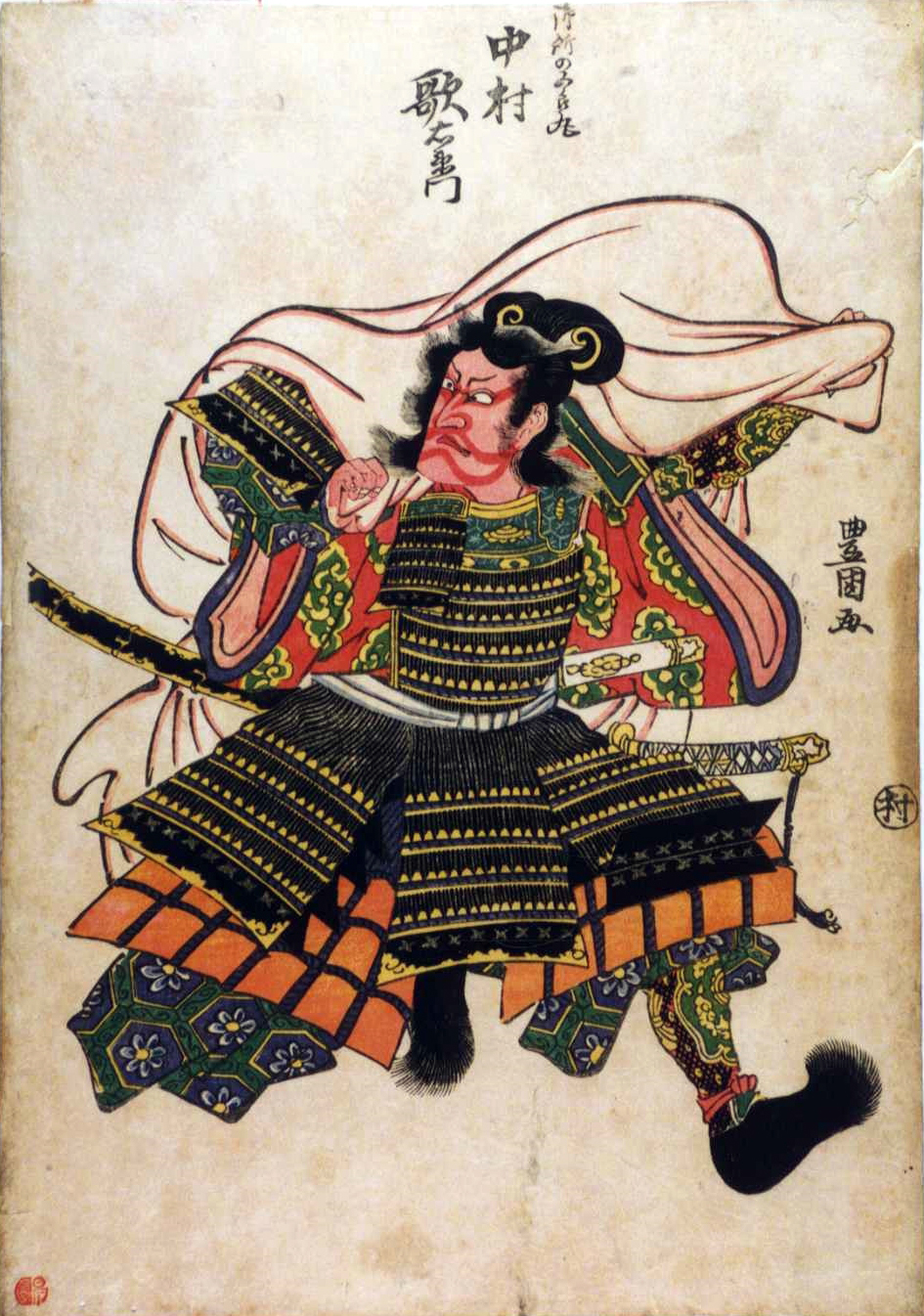
御所の五郎丸（歌川豊国画）

## 系譜
御所氏の本姓は藤原鎌足を祖とする藤原姓であり、御所五郎丸の先祖は尾張国の熱田神宮の代官として熱田宮の御所に住んでいたことから御所と称した。
豊前国宇佐郡の名族は御所五郎丸の子孫であり、建久7年（1196年）に五郎丸と同じく源頼朝の家臣であった豊前・豊後両国守護兼鎮西奉行となった大友能直と共に九州に下った。その後、熱田神宮の総奉行・惣検校などの職を奉じた。五郎丸の子孫は、建武元年（1334年）に守部宿禰が代々掌った正六位大内人の職を継ぎ、文明2年（1470年）までには五位に叙せられていた。

## 遺跡と墓所
神奈川県鎌倉市腰越の御所ヶ丘にある御所五郎丸公園には、五郎丸の館があったと伝える伝御所五郎丸屋敷跡があり、石碑と屋敷の庭石と伝える大きな石がいくつか残っている。御所ヶ丘、御所ヶ谷（ごしょがやつ）、御所谷（ごしょのやと）の地名は五郎丸の屋敷があったことに由来する。同所腰越御所には、御所たぬき公園もある。
神奈川県横浜市御所山町には、御所五郎丸の墓があり、地元の御所山町会に守られている。御所山地区は五郎丸が居住していたと伝わる。墓には五輪塔、祠と曾我兄弟の仇討ち事件への五郎丸の関与と墓の歴史を記した黒い大理石碑がある。毎年5月5日に町会と五郎丸会が主催する御所五郎丸墓前祭が開催され、神輿や山車が登場し、墓前で式典が行われる。墓周辺では多数の人骨が発見され、この地域には創建・廃寺の時期が不明な大鏡寺の墓地であった可能性がある。
山梨県南アルプス市野牛島には鎌倉御所五郎丸の墓がある。墓の前には観音堂があり、御所五郎丸の肌守りと伝える観音菩薩座像が祀られている。地元の人々は毎年8月末に、五郎丸の慰霊祭を行っている。

## 文化において

### 演劇
御所五郎丸は、能や歌舞伎の『曽我もの』で曽我兄弟の仇討ちにかかせない脇役として登場する。
- 歌舞伎狂言『曽我綉侠御所染』の通称は『御所五郎蔵』であり、主人公である侠客の御所五郎蔵は御所五郎丸に由来する[16]。

- 歌舞伎狂言『曽我狂言』は、曾我兄弟の仇討ちを主題とし、御所五郎蔵が登場する[17]。

### 映画
- 『曽我兄弟 富士の夜襲』東映 御所の五郎丸：伏見扇太郎 監督：佐々木康（1956年）

### 浮世絵
御所五郎丸は浮世絵の画題の一つである。以下は、御所五郎丸が描かれた浮世絵である。
- 『曽我五郎と御所五郎丸』東洲斎写楽、1794年。
- 『蝶千鳥十番切 御所五郎丸』豊原国周、1868年。
- 『御所五郎丸と源頼朝』歌川芳梅、1848年。
- 『源頼朝公、御所五郎丸、三浦別当義澄』歌川国安、文政頃。
- 『武英猛勇鏡』歌川国芳、1836年。
- 『曽我五郎時宗、五所五郎丸』月岡芳年、1886年。
- 『春英 武者絵 曽我五郎時宗 御所之五郎丸』勝川春英、1798年。
- 『曽我五郎時宗 御所五郎丸重宗 十番切』歌川国貞、1820年代。
- 『御所の五郎丸』歌川豊国、1811年。
- 『大江広元三津五郎、御所五郎丸団十郎等』歌川貞虎。
- 『御所の五郎丸 市川左団次』豊原国周、1889年。
- 『十二時会稽曽我 御所の五郎丸 市川米蔵』豊原国周、1893年。
- 『御所五郎丸 市川左団治』守川周重、1881年。
- 『御所五郎丸 市川染五郎 仁田四郎 市川八百蔵』歌川国政、1900年。
- 『工藤犬坊丸 市川新蔵、御所五郎丸 中村時蔵』豊原国周、1874年。
- 『英名武者鑑 御所五郎丸 曽我五郎時宗』山田年忠。
- 『御所五郎丸 市川小団次 曽我十良 中村宗十郎』守川周重、1881年。
- 『今様擬源氏 廿四 胡蝶 御所五郎丸宗重 曽我五郎時致』落合芳幾、1864年。
- 『御所五郎丸重宗』歌川国芳。
- 『右大将頼朝 北條時政 畠山重忠 御所五郎丸 五郎時宗』歌川国貞、1851年。
- 『曽我五郎時宗 御所五郎丸 高麗之助広次』歌川国貞、1851年。
- 『犬防丸 中村仲太郎、御所ノ五郎丸 市川小団次』守川周重、1881年。
- 『冨士裾野曽我兄弟本望遂圖』歌川国芳、1843-1847年。
- 『御所の五郎丸、和田の息女舞鶴姫』歌川芳藤、1850年。
- 『曽我物語之内』豊原周延。
- 『曽我五郎、御所五郎丸』勝川春章。

## 画像集

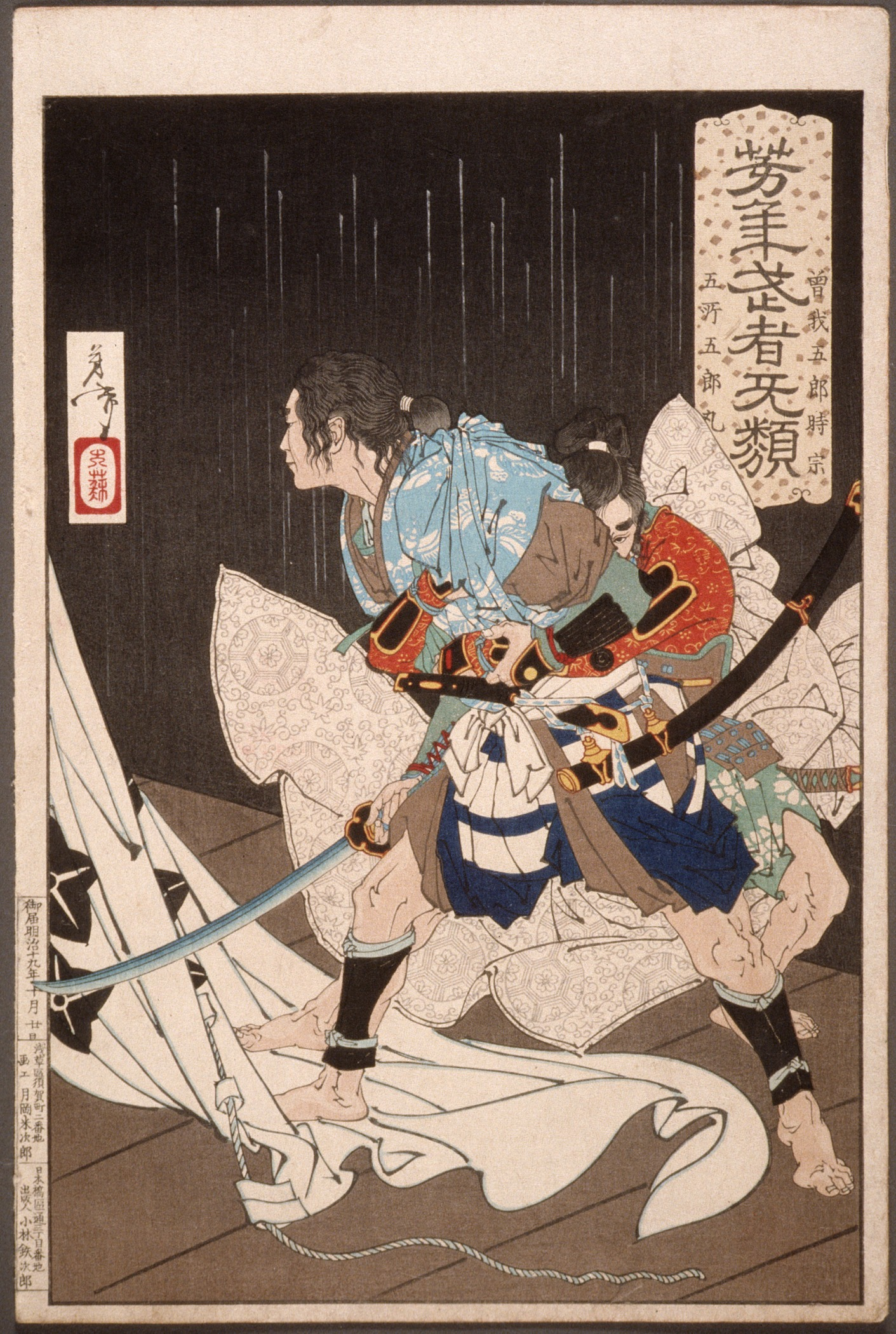
曽我五郎時宗、五所五郎丸（月岡芳年画）
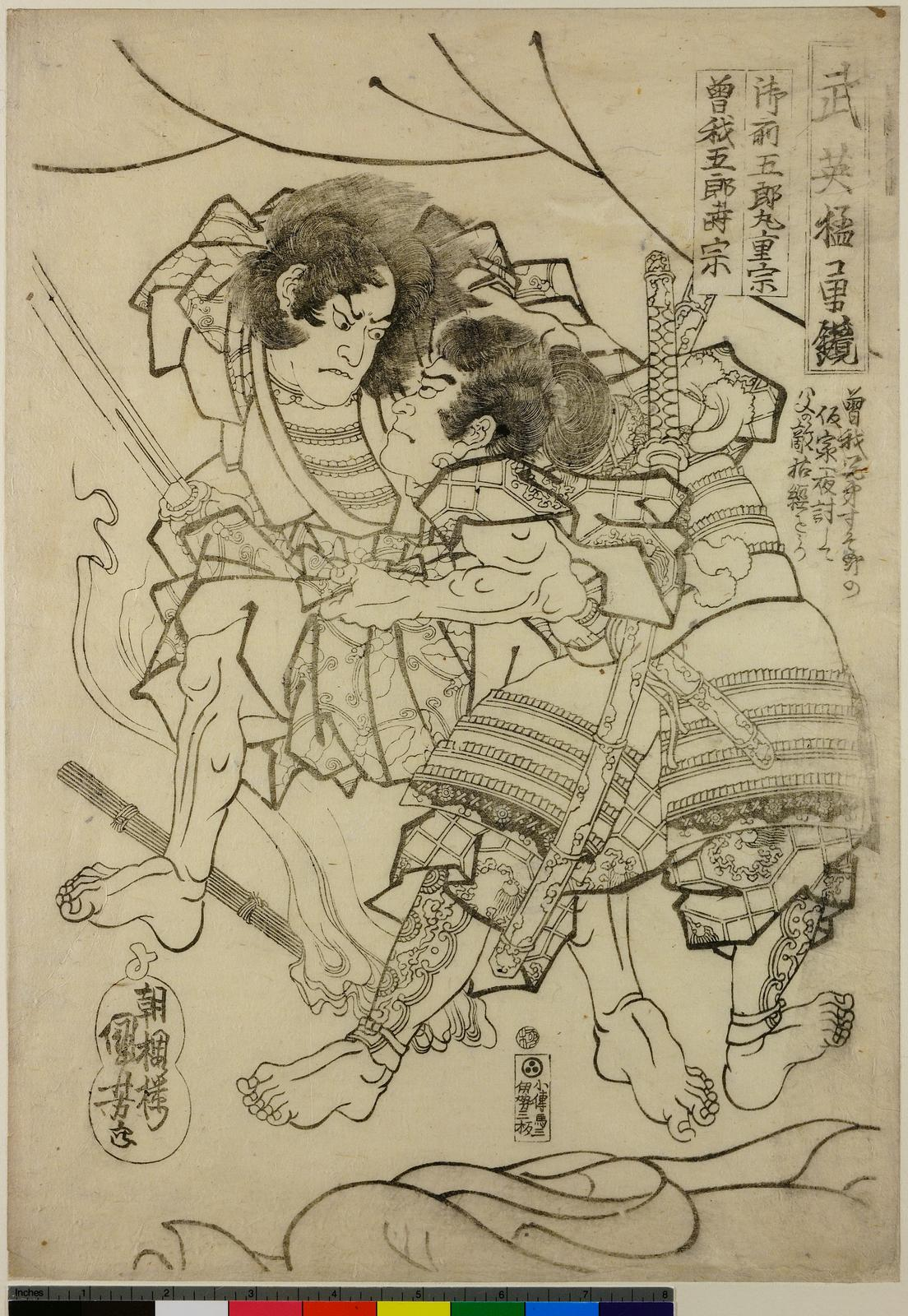
武英猛勇鏡（歌川国芳画）
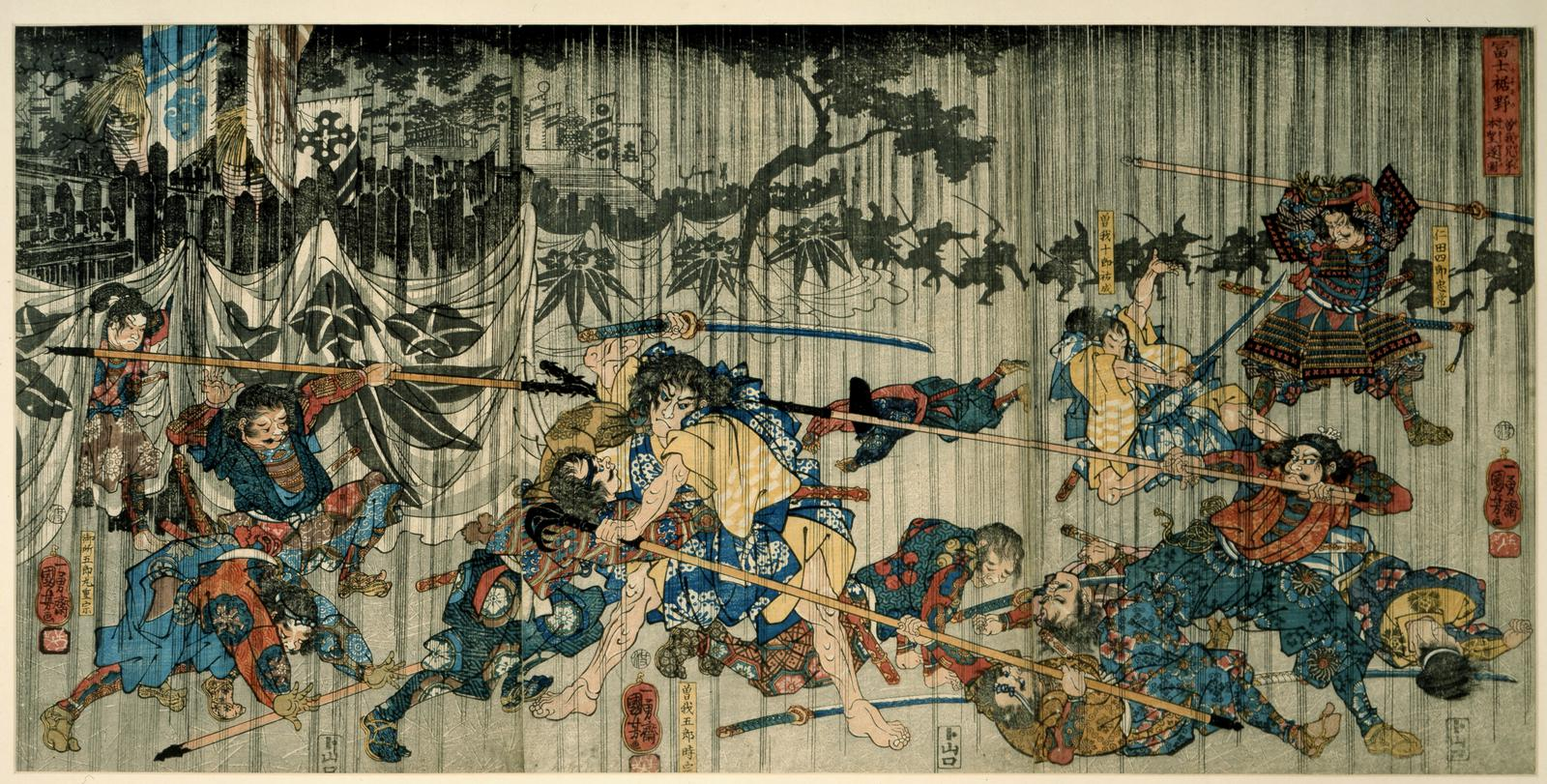
冨士裾野曽我兄弟本望遂圖（歌川国芳画）